# Einar Fróvin Waag
Einar Fróvin Waag (29. června 1894, Klaksvík – 6. června 1989, tamtéž) byl faerský sládek, podnikatel (vedl největší faerský pivovar Föroya Bjór) a v letech 1968–1969 předseda sociálně demokratické strany.